# Ralph Alessi
Ralph Alessi (San Rafael, 5 maart 1963) is een Amerikaanse jazz-trompettist, actief in de avant-garde-jazz.
Alessi is de zoon van muzikale ouders: zijn vader is de klassieke trompettist Joe Alessi, zijn moeder Maria was ooit zangeres bij de Metropolitan Opera Company. Zijn oudere broer Joseph Alessi Jr. is tegenwoordig trombonist bij de New York Philharmonic.
Van 1985 tot 1990 studeerde hij trompet en bas aan de California Institute for the Arts, waar hij les kreeg van onder meer Charlie Haden en James Newton. Vanaf 1991 is hij actief in de jazzscene van New York, waar hij speelde met bijvoorbeeld Steve Coleman, Uri Caine, Ravi Coltrane, Sam Rivers en Don Byron. Ook begon hij op een gegeven moment zelf les te geven, aan onder meer de Eastman School of Music. Sinds 2002 is hij professor aan de jazz-afdeling van de New York University. Ook richtte hij in Brooklyn de School for Improvisational Music op, waar workshops in geïmproviseerde muziek worden gegeven. 
Sinds 1999 maakt hij ook platen als leider, waarop hij de grenzen van de traditionele jazzbezetting verlegt. Zo werkte hij hierop samen met de cellist Hank Roberts, de rapper Carl Walker en de dichteres Jullie Patton.

## Discografie
- Hissy Fit, Love Slave Records, 1999
- This Against That, RKM Records, 2002
- Vice & Virtue, RKM Records2002
- Look, Between the Lines Records, 2007
- Open Season, RKM Records, 2009
- Cognitive Dissonance, CAM Jazz, 2010